# Adolfo Bullrich
Adolfo Jorge Bullrich (Buenos Aires, Argentina; 30 de diciembre de 1833-París, Francia; 8 de marzo de 1904) fue un militar y comerciante argentino que llegó a ser intendente de la Ciudad de Buenos Aires entre 1898 y 1902, durante la primera parte de la segunda presidencia de Julio Argentino Roca.

## Biografía
Adolfo Jorge Bullrich nació en 1833, hijo de Augusto Bullrich, un alemán que había llegado a Buenos Aires como prisionero de guerra, atrapado como soldado enemigo durante la Guerra del Brasil, y luego de su liberación se había asentado en la ciudad. 
Realizó sus estudios en Alemania, participó como militar en la Guardia Nacional y fue iniciado en la masonería en 1869.
El 3 de abril de 1867, fundó Adolfo Bullrich y Cía., una casa de remates que se encargó tanto de propiedades rurales como de muebles (campos ganados durante la Conquista del Desierto). El edificio sede de la sociedad, inaugurado en 1921, funciona hoy como centro comercial Patio Bullrich.
Con esta casa de remates Bullrich hizo crecer su fortuna y llegó a dirigir el Banco Hipotecario. También actuó como juez de paz en Buenos Aires.

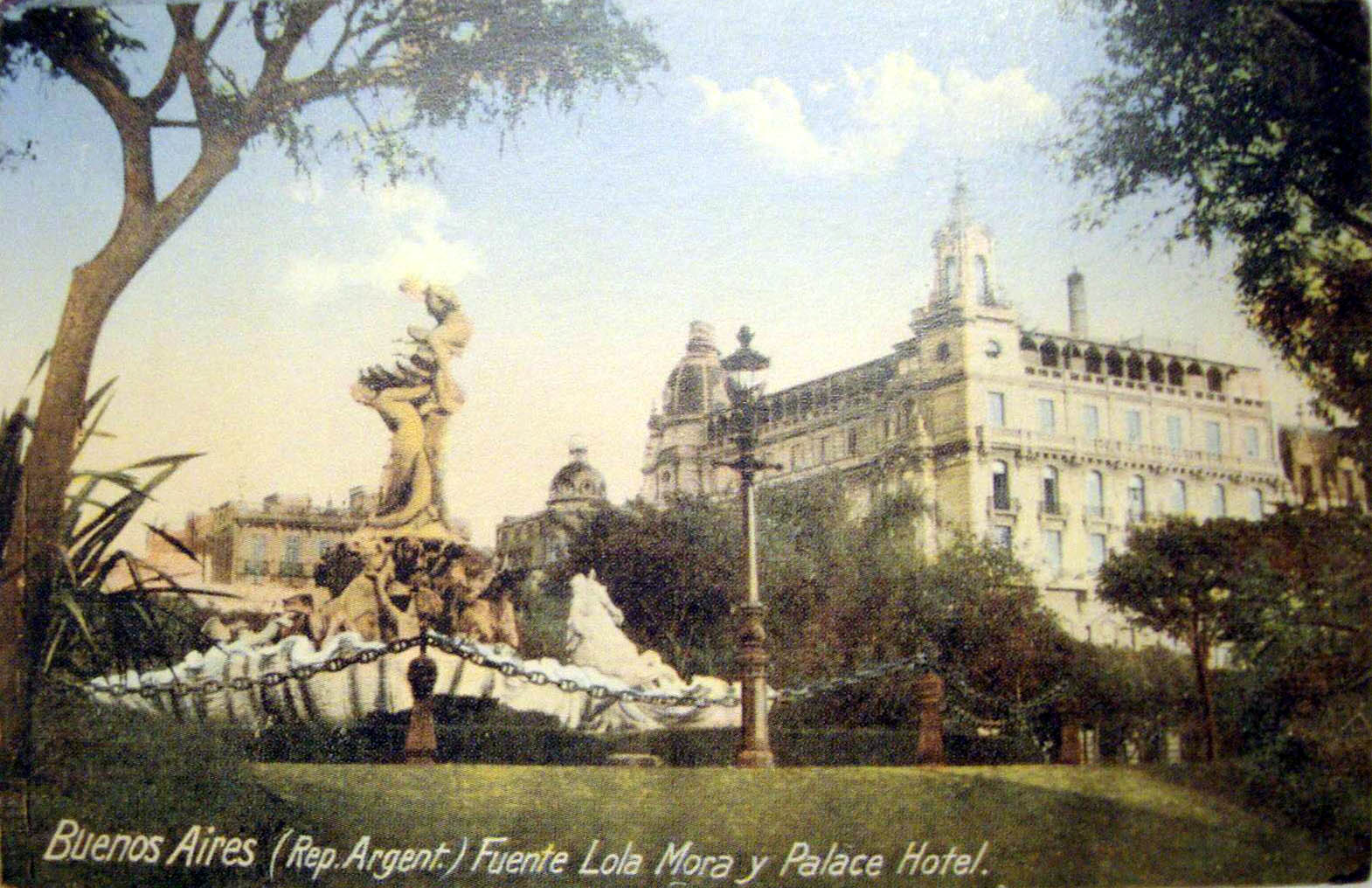
La Fuente de las Nereidas en su lugar original.

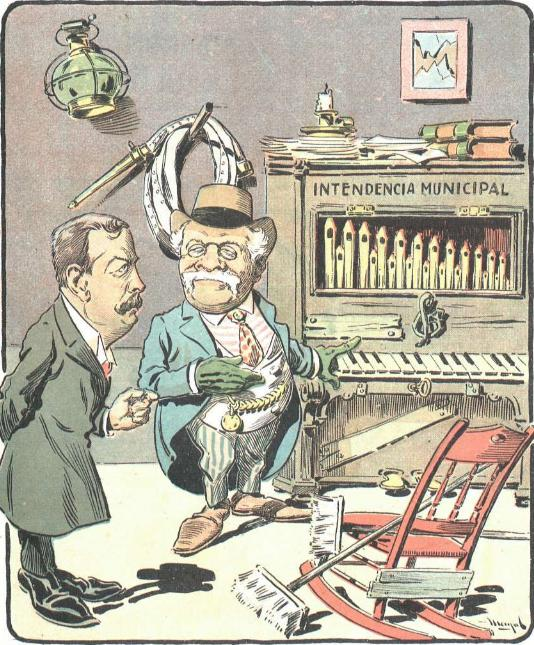
Según la Caras y Caretas, Bullrich muestra a Casares que "siempre tocó de oído" en la Municipalidad, pero con ayuda del Tesoro Nacional.

Ya mayor, fue nombrado intendente de la Ciudad de Buenos Aires por el presidente Julio Argentino Roca, en 1898. Entre los hechos de importancia de su gestión se destacan el encargo, en 1900, que le hizo a la escultora Lola Mora de la actual Fuente de las Nereidas, pasándose  por alto la aprobación del Concejo Deliberante, lo que en su momento fue motivo de críticas. Donada por la autora, fue instalada recién en 1902 en la plaza de la calle Cangallo (hoy Tte. Gral Perón) y Paseo de Julio (hoy Av. Leandro N. Alem); la clausura de los Corrales Viejos y la planificación en sus terrenos del Parque de los Patricios, a cargo del paisajista francés Carlos Thays; la organización de los festejos de recepción del presidente brasileño Campos Salles, quien arribó al Puerto Madero el 25 de octubre de 1900; y el nombramiento del aviador Jorge Newbery como director general de Alumbrado Público, también en 1900.
Fue sucedido en su cargo a fines de 1902, por Alberto Casares. 
En 1903 dona un trofeo para la Copa de Competencia de la Segunda División. Tanto el trofeo como la común denominación de la competición llevarían su nombre.
Murió en 1904, en París, Francia. Sus restos se encuentran en el Cementerio de la Recoleta.
Su tataranieto, Esteban Bullrich, fue ministro de educación y deportes de la Nación Argentina, senador nacional, y diputado nacional. Su sobrina bisnieta, Patricia Bullrich, fue ministra de trabajo, ministra de seguridad de la Nación en dos periodos diferentes y diputada nacional.